# Lago Elmenteita
Il lago Elmenteita è un lago di soda, nella Great Rift Valley, a circa 120 km a nord-ovest di Nairobi in Kenya.

## Geografia

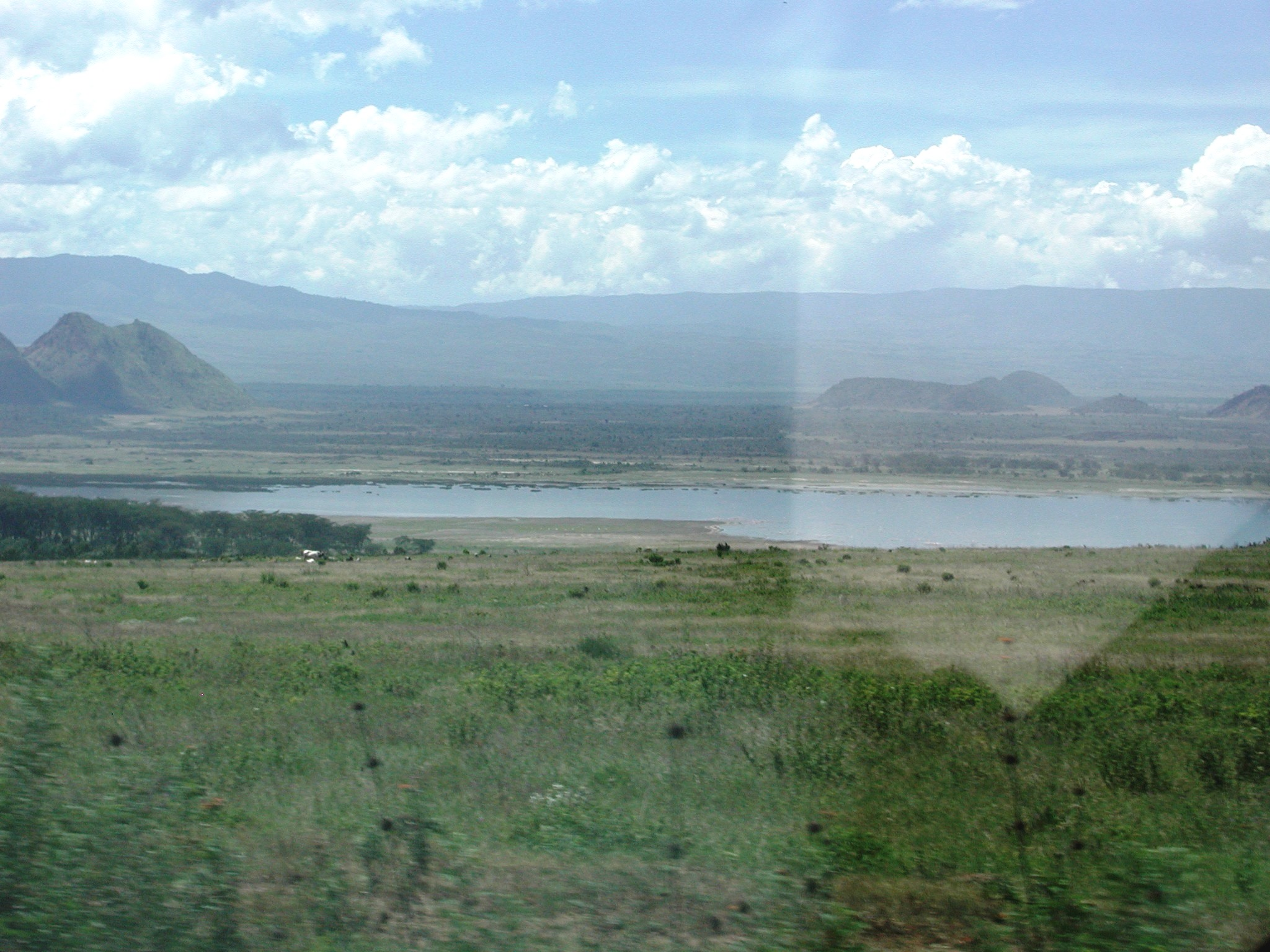
Il lago Elmenteita visto dall'autostrada Nairobi-Nakuru

Elmenteita deriva dalla parola masai muteita, che significa "luogo di polvere", un riferimento alla siccità e polverosità della zona, soprattutto tra gennaio e marzo. La città di Gilgil è vicina al lago. Nella sequenza sud-nord dei laghi della Rift Valley, Elmenteita si trova tra il lago Naivasha e il lago Nakuru. La principale autostrada Nairobi-Nakuru (A104 Road) corre lungo la vicina scarpata offrendo agli automobilisti una vista spettacolare verso il lago. Oggi il lago è un'area protetta per la sua avifauna ed è stato nominato patrimonio dell'UNESCO insieme al lago Nakuru e al lago Bogoria.
All'estremità meridionale del lago si trovano le sorgenti termali "Kekopey", in cui si riproduce un pesce introdotto, la tilapia del lago Magadi. I canneti nelle vicinanze sono zone di pesca per nitticore e pellicani.

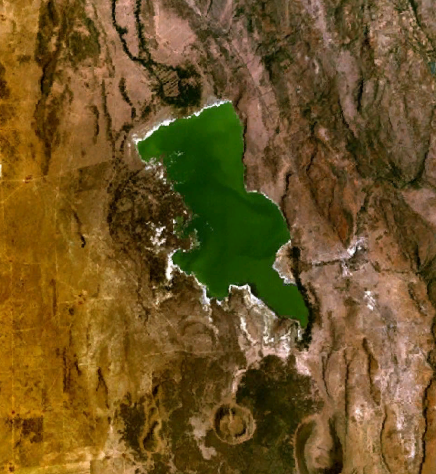
Il lago Elmenteita, visto dallo spazio.

## Storia
L'area del Lago Elmenteita ha visto il suo primo insediamento bianco quando Lord Delamere (1879-1931) fondò Soysambu, una colonia di 190 km2, sul lato occidentale del lago. Delamere donò la terra dall'altra parte del lago a suo cognato, l'onorevole Galbraith Lowry Egerton Cole (1881-1929), parte della quale, il "Kekopey Ranch" dove è sepolto, è oggi conservato come Lodge del lago Elmenteita.
Il ranch di Soysambu è ancora occupato dai discendenti di Lord Delamere, incluso Thomas PG Cholmondeley che è stato determinante nella creazione della tutela Soysambu. La tutela copre 2/3 del litorale e ospita oltre 12000 animali selvatici.
Il lago Elmenteita è un sito Ramsar dal 2005.

## Ecologia
Oltre 400 specie di uccelli sono state registrate nel bacino del Lago Nakuru/Lago Elmenteita. L'Elmenteita attira i fenicotteri in visita, sia la varietà maggiore che quella minore, che si nutrono rispettivamente di crostacei e larve di insetti del lago e delle sue alghe blu-verdi in sospensione. La tilapia del lago Magadi è stata introdotta dal lago Magadi nel 1962 e da allora la popolazione di fenicotteri è diminuita considerevolmente. La tilapia attira molti uccelli mangiatori di pesce che si nutrono anche di uova e pulcini di fenicottero. Si dice che oltre un milione di uccelli che un tempo si riproducevano a Elmenteita abbiano cercato rifugio presso il Lago Natron in Tanzania.
Le rive del lago sono pascolate da zebre, gazzelle, eland e famiglie di facoceri.
Il lago è normalmente molto poco profondo (meno di 1 metro) e delimitato da distese fangose incrostate di trona durante le stagioni secche. Durante il tardo Pleistocene e l'inizio dell'Olocene, il lago Elmenteita fu a volte unito a un lago Nakuru espanso, formando un lago diluito molto più grande. I resti dell'ex lago unito sono conservati come sedimenti in varie località intorno ai bacini lacustri, comprese le ex coste.
Recentemente il livello del lago e il numero di fenicotteri sono diminuiti poiché l'aumento dell'attività umana ha prosciugato i bacini idrografici.

## Siti associati
Nelle vicinanze si trova il Museo Kariandusi, in un importante sito preistorico dove nel 1929 furono scoperte asce e mannaie in pietra da Louis Leakey.